# Polysyncraton textus
Polysyncraton textus är en sjöpungsart som beskrevs av Kott 2004. Polysyncraton textus ingår i släktet Polysyncraton och familjen Didemnidae. Inga underarter finns listade i Catalogue of Life.